# 松井道夫
松井 道夫（まつい みちお、1953年〈昭和28年〉3月22日 - ）は、日本の実業家。第4代松井証券社長。旧姓・務台（むたい）。

## 人物
長野県東筑摩郡波田村（現・松本市）生まれ。父の務台甚一は旧松本市内出身で東京国税局勤務。生後すぐに父のいた東京北区の官舎（当時）に移り住む。1968年東京都立竹早高等学校入学。高校時代はジャズ喫茶に入り浸り山下達郎と友人だった。美術部に所属し、東京藝術大学（芸大）志望だったが芸大出の顧問の先生に、芸大を出ても絵を描いて生活していくのは難しいと言われ諦める。
1976年一橋大学経済学部卒業（石弘光ゼミ）後、日本郵船入社。優秀な先輩社員に圧倒され、英語の勉強をしたり京都大学文学部の講義に潜り教養を身につけようとした。
1986年、実弟の務台則夫の妻の紹介で、松井証券の2代目社長松井武の長女・千鶴子（当時上智大学助手）と結婚し、松井家の婿養子となる。1987年、松井証券に入社し、研修のため日興證券に出向。日興證券ロンドン支店にも滞在したが、そのほとんどはイギリス国内や欧州大陸の旅行など自由気ままな生活をしていた。
1988年松井証券取締役法人部長、1990年常務取締役営業本部長、1995年代表取締役社長に就任。1998年本格的なネット証券事業参入、同社を信用取引で野村證券を抜き業界トップにする。2004年にネット証券専業大手4社により設立されたネット証券評議会会長に就任した。
2006年には、村上世彰らとともに設立に参画したオンライン商品先物会社ドットコモディティの取締役を退任し、本業に専念する構えを見せている。また、1996年の「株式保護預かり料無料化」以来疎遠だった日本証券業協会のインターネット証券評議会議長に就任し、同協議会の証券戦略会議のメンバーにも選任されている。公益社団法人経済同友会幹事、内閣府規制改革会議医療タスクフォース主査、金融庁公認会計士制度に関する懇親会委員、公益財団法人がん研究会募金推進委員会副委員長、事業創造大学院大学客員教授、一般社団法人一橋大学コラボレーションセンター理事、早稲田大学財政戦略懇談会諮問委員、一般社団法人如水会理事・組織強化委員長、BSジャパン放送番組審議会委員なども務める。2010年内閣府行政刷新会議規制・制度改革に関する分科会構成員、2015年公益財団法人がん研究会理事。2020年松井証券顧問に退いた。

## 資産
松井道夫及び妻の松井千鶴子はフォーブス (雑誌)日本人富豪ランキングで、2007年29位（資産10.9億ドル）、2008年35位（資産7.8億ドル）、2009年21位（9.5億ドル、約893億円）、2010年27位（9.6億ドル、約874億円）2013年21位（14億ドル、約1358億円）、2016年は31位に約1356億円でランクインしている

## 親族
実家・務台家は武田信玄家臣の家系。哲学者の務台理作とは遠縁にあたる。弟の務台則夫（1956年1月26日生まれ)は東京大学経済学部（1980年卒業）→東京銀行→マサチューセッツ工科大学経営大学院（1985年MBA取得）→外資大手証券→松井証券代表取締役副社長（2006年6月25日就任）というコースをたどったが、2007年5月23日に代表取締役副社長を退任、同年6月24日に取締役を退任した後、翌2008年1月29日心筋梗塞により急死した。

## 趣味・特技
- 絵画: 幼少の頃、銭湯の富士山の絵に感銘を受ける。小学生低学年までの成績は「図工」だけが5。一橋大学美術部所属。今でもたまに自宅で絵を描いている。
- 音楽（ジャズ、ロック）: 好んで聴くアーティストは、ビートルズ、レッド・ツェッペリン、ザ・クラッシュ、ニルヴァーナ、ナイン・インチ・ネイルズ、デヴィッド・ボウイなど。
- 園芸: 自宅の庭で穴を掘って，ほじくり返して、植物を植えて、育つのを見るのがおもしろいとのこと。そういう自分をジジ臭くなったと思っている。
- 囲碁: 将棋は苦手だが囲碁は挽回がきくのでできるとのこと。
- 麻雀: 大学時代に寮などで友人と麻雀を打っていたというが、現在はしていないと思われる。
- 剣道: 1年だけ一橋大学剣道部に所属。一橋剣友会の竹下達夫（パイオニアハイブレッドジャパン創業者）と出会う。
- ジョギング: 皇居の周りを走ったり、社長室でルームランナーを使用している。
- 読売ジャイアンツ、長嶋茂雄、松井秀喜: チームよりも選手個人のファンと言い、長嶋の引退試合を見て涙を流したと言っている。松井秀喜は自身のライバルであるとも言っている。

## 主な著書
- おやんなさいよでもつまんないよ （2001年、日本短波放送）
- みんなが西向きゃ俺は東 （2003年、実業之日本社）
- 好き嫌いで人事 能力主義でも成果主義でもない超アナログ組織論 （2005年、実業之日本社）

## 受賞歴
- 第14回 新語・流行語大賞トップテン（1997年）[14]
- 経済広報センター第15回企業広報賞 優秀経営者賞（1999年）
- 第2回 企業家賞（2000年6月）
- 東洋経済新報社東洋経済賞 第4回（2000年度）ベンチャークラブ アントレプレナー賞
- 第1回ポーター賞（2001年）
- 第5回ECグランプリ2002 ネットビジネス大賞（2002年）

## メディアへの出演

### テレビ
- 堺屋太一のビジネスリーダー（BSフジ：2002年1月20日、27日）
- ワールドビジネスサテライト（テレビ東京：2003年8月8日*、2004年4月23日*）
- 情熱大陸（毎日放送：2004年3月21日*）
- Opening Bell（テレビ東京：2004年10月20日）
- 経済羅針盤（NHK：2004年11月21日）
- デイリープラネット金曜発言中（NNN24・BS日テレ：2005年1月21日）
- be on TV（BS朝日：2005年8月7日*）
- がっちりマンデー!!（TBS：2006年3月12日）

### CM
- 松井証券 寿司屋編、床屋編、庭師編（2001年）、株券ゆうパック編（2003年）

### ラジオ
- る〜さ〜’sカフェ!（ラジオたんぱ：2000年7月28日）日本オンライン証券（現カブドットコム証券）の臼田琢美がパーソナリティ役の番組にゲスト出演
- 森永卓郎 朝はニッポン一番ノリ!（ニッポン放送：2005年10月19日）
- 木村剛のイノベーションパワー（ラジオNIKKEI：2006年5月17日、24日
- 東京株式実況中継!（STOCKVOICE）- 四半期毎の決算発表後にゲスト出演